# Skoff Elza
Skoff Elza, Skoff Elza Beatrix Ilona (Rákospalota, 1905. november 19. – Budapest, Józsefváros, 1967. május 8.) a Magyar Rádió bemondója, korrektor.

## Életpályája
Skoff Kornél Mihály János budapesti születésű római katolikus magánzó és Pricz Erzsébet kiskozári (Baranya vm.) származású görög keleti vallású felesége leányaként született. 1941. júniusától dolgozott a Magyar Rádióban bemondóként. Több nyelven beszélt. Az alábbiakat nyilatkozta magáról:

„Németül, angolul, franciául és olaszul valóban jól tudok természetesen a magyar anyanyelvemen kívül. Írásban meglehetősen jól bírom az orosz és a spanyol nyelvet is...Jórészt a rokonaimnak köszönhetem, hogy több nyelven beszélek. Családom egy része Németországban, más része Angliában és Skandináviában él, és gyerekkorom óta igen sok időt töltöttem el náluk. A nyelveket idehaza tanultam meg, de a kiejtést és a gyakorlatot külföldön sajátítottam el. A Sorbonne nyelvtanfolyamait is látogattam, szenvedélyem volt a nyelvtanulás, így könnyen ment a dolog. Külföldi tartózkodásaim során majdnem drámai színésznő lettem, - két alkalommal is - bár ehhez a pályához soha nem éreztem elhivatást. Nyelvtanulás céljából sok Shakespeare- és Molière-darabrészletet tanultam be és egy londoni színigagató fel akart léptetni. Be is tanultam a szerepet, de aztán mégis meggondoltam. Második alkalommal Oslóban tiszteltek meg egy ilyen ajánlattal, mégpedig a Norvég Nemzeti Színház igazgatója. Szerencsére igen keveset tudok norvégül, ez pedig előfeltétel lett volna. Ha valóban van ilyen tehetségem, - én nem hiszek benne - akkor most, műsorközlő koromban igazán hasznát vehetem a helyes és szép beszédnek. ”

A második világháború után, 1945. május elsején kezdte meg újra rendszeres adását a Magyar Rádió. Aznap a bemondók közül Skoff Elza és Körmendy László volt szolgálatban. A déli harangszó után felhangzott az új hívójel angol kürtön („Te vagy a legény, Tyukodi pajtás“), majd ezt követően Skoff Elza volt az első bemondó, aki a rádió mikrofonján keresztül megszólalt. A még romokban heverő főváros hét pontján elhelyezett hangszóróin keresztül tőle hallhatták ezt a híres mondatot: „A Magyar Rádió végre magyar!” - mondta el, Bajcsy-Zsilinszky Endre kérését teljesítve. (Bajcsy-Zsilinszky még az ellenállási mozgalom képviselőinek találkozóján dr. Ortutay Gyulát javasolta a szabad Rádió első elnökének, és azt kérte tőle, ez a mondat hangozzék el először.)
A filmarchívumban fennmaradt a következő adáskezdő mondata is: „A szabad magyar rádió hívja a hallgatót, Rádió Budapest...”
Sebestyén János így emlékezett: 

„A bemondó a burzsoá osztály „terméke”, nincs helye a nép rádiójának mikrofonja előtt - ez volt az elv a fordulat évében. Elsőnek a bársonyos hangú, gyönyörűen artikuláló, nyelveket beszélő Skoff Elzát küldték el, akinek kommunista párttagságára csak később derült fény. Őt 1956 után visszahívták, és a Szív küldi bemondója lett...”

 Később a Rádiónál más beosztásba került, fordítóként és korrektorként dolgozott.

## Rádiós munkáiból
- Szív küldi (műsorvezető)
- Színházi közvetítések
- Asszony vezetők — vezető asszonyok. (Helyszíni közvetítés a Magyar Nők Demokratikus Szövetségének munkájáról (riporter)

## Emlékezete
Skoff Elza neve elhangzik a Locomotiv GT A rádió című dalában.
| „ | Bár Skoff Elzát és Filotás Lilit kevesen ismerték, Azt tudta minden hallgató, hogy a hangjuk milyen szép. | ” |
|   | |   |